# Horst Engel (Politiker, 1947)
Horst Engel (* 18. Januar 1947 in Leipzig) ist ein deutscher Politiker (FDP).

## Ausbildung, Beruf und Familie
Von 1969 bis 1972 besuchte Engel die höhere Landespolizeischule NRW, die er als Polizeikommissar (Diplomverwaltungswirt) abschloss. Er wurde in Köln, Essen, Wuppertal, Münster und im Rhein-Erft-Kreis eingesetzt. Zurzeit ist er Polizeihauptkommissar. 
Engel ist verheiratet.

## Partei
Seit 1976 ist Engel Mitglied der FDP, für die er seit 1980 dem Rat der Stadt Pulheim angehört. Er war bis März 2011 Vorsitzender des FDP-Kreisverbandes Rhein-Erft und von 1989 bis 2001 stellvertretender Vorsitzender des FDP-Bezirksverbandes Köln. Engel wurde 1996 Mitglied des FDP-Landesvorstandes.
Er war stellvertretender Vorsitzender der FDP-Landtagsfraktion von Juni 2000 bis Oktober 2003, deren innenpolitischer Sprecher er seit Juni 2000 ist. Seit 2000 ist Engel Gruppensprecher der FDP im nordrhein-westfälischen Städte- und Gemeindebund.

## Abgeordneter
Engel war vom 2. Juni 2000 bis zum 2. Juni 2005 Abgeordneter des nordrhein-westfälischen Landtags. Am 1. Juli 2005 wurde er als Nachrücker für Staatssekretär Jan Söffing wieder Mitglied des Landtages. Dem 15. NRW-Landtag (2010 bis Mai 2012) gehörte er an.
Nachdem der 15. Landtag sich im März 2012 aufgelöst hatte, verzichtete Engel, inzwischen 65 Jahre alt, auf eine erneute Kandidatur. Sein Nachfolger im Amt des Kreisvorsitzenden der FDP Rhein-Erft errang bei der Landtagswahl in Nordrhein-Westfalen 2012 ein Landtagsmandat.

## Engagements und Ehrungen
Engel ist Mitglied des „Militärischen und Hospitalischen Ordens des Heiligen Lazarus von Jerusalem“ und engagiert sich im Bundesvorstand des Lazarus Hilfswerkes.
Engel erhielt im Mai 2007 das Bundesverdienstkreuz am Bande. 2007 nahm er zudem an einer Dienstliche Veranstaltung zur Information im Range Oberleutnant zur See teil.